# Kartenwerfen
Unter Kartenwerfen versteht man das schnelle Schleudern normaler Spielkarten mittels Handgelenkbewegungen. Die Karten entwickeln dabei eine für ihre Masse beachtliche kinetische Energie.

## Geschichte
In der westlichen Welt war das Kartenwerfen anfangs nur ein Trick von vielen Magiern, um das Publikum mit besonderen Würfen zu beeindrucken; z. B. durch gebogene Karten, die, richtig geworfen, wieder zu ihrem Werfer zurückkommen.
Ricky Jay jedoch perfektionierte die Kunst des Kartenwerfens und beeindruckte viele Menschen durch die schiere Wucht, die seine geworfenen Spielkarten erreichten. So konnte er z. B. ganze Gurken durch einen Kartenwurf durchschneiden, Karten viele Meter weit und auch mehrere Karten gleichzeitig werfen. Er schrieb nach jahrelangem Training das Buch Cards as Weapons, das heute nicht mehr gedruckt wird und einen hohen Sammlerwert hat.

## Technik
Es gibt viele verschiedene Techniken, die Karten zu werfen, aber die am einfachsten zu erlernenden sind die Herrmann- und die Thurston-Methode.

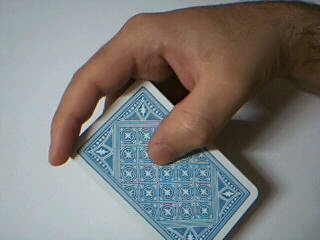
Herrmann-Griff

### Herrmann-Methode
Bei der Herrmann-Methode hält man mit Daumen, Zeige- und Mittelfinger eine Spielkarte so, dass eine Ecke der Karte den Zeigefinger berührt und der Daumen die Karte stabilisiert. Dann spannt man so weit wie möglich das Handgelenk zurück und bewegt das Handgelenk dann ruckartig in die Ausgangslage zurück.

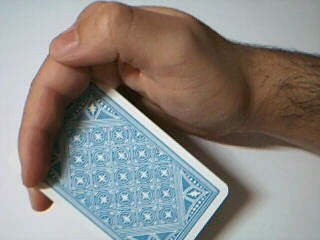
Thurston-Griff

### Thurston-Methode
Die Thurston-Methode nutzt einen anderen Griff zum Werfen von Spielkarten: Die Spielkarte wird mit der kürzeren Seite zwischen Zeige- und Mittelfinger festgehalten. Dadurch kann man die Karte mehr drehen als bei der Herrmann-Methode und somit einen größeren Schwung erzeugen.

## Wissenswertes
In einer Folge der Fernsehserie Mythbusters wurde der Mythos behandelt, dass man durch Werfen von Spielkarten einen Menschen töten könne.
Durch eine speziell entwickelte Maschine gelang es, eine Schnittwunde zu erzeugen, die aber höchstens durch Verbluten zum Tod führen könnte. Deshalb war das Ergebnis der Mythbusters auch busted, also für nicht möglich befunden.